# Lieja-Bastoña-Lieja 1923
La Lieja-Bastogne-Lieja 1923 fue la 13.ª edición de la clásica ciclista Lieja-Bastoña-Lieja. La carrera se disputó el domingo 3 de junio de 1923, sobre un recorrido de 218 km. El vencedor final fue el belga René Vermandel, que se impuso al esprint en un grupo que llegaron juntos a meta. Los también belgas Jean Rossius y Félix Sellier fueron segundo y tercero respectivamente.

## Clasificación final
| Posición | Ciclista             | Equipo              | Tiempo     |
| -------- | -------------------- | ------------------- | ---------- |
| 1        | René Vermandel       | Alcyon              | 7h 25' 15" |
| 2        | Jean Rossius         | La Française        | m. t.      |
| 3        | Félix Sellier        | Alcyon              | m. t.      |
| 4        | Laurent Seret        |                     | m. t.      |
| 5        | Georges Delcominette |                     | m. t.      |
| 5        | Jules-Richard Matton | Delage              | m. t.      |
| 5        | Émile Masson         | Alcyon              | m. t.      |
| 5        | Théophile Beeckman   | Griffon             | m. t.      |
| 5        | Henri Moerenhout     | Automoto-Hutchinson | m. t.      |
| 5        | Léon Devos           | JB Louvet           | m. t.      |
| 5        | Léon Despontin       | Peugeot             | m. t.      |
| 5        | Léon Scieur          | La Française        | m. t.      |